# 塚本靖彦
塚本 靖彦（つかもと やすひこ、1934年〈昭和9年〉12月1日 - 2008年〈平成20年〉6月8日 ）は、日本の作曲家。満州国・奉天市に生まれ四平市で育つ。 戦後、静岡の榛原町（現：牧之原市）に引揚げる。

## 略歴
- 1953年 静岡県立榛原高等学校卒業
- 1961年
  - 東京芸術大学音楽学部作曲科卒業
  - 群馬大学教育学部音楽教育学科に奉職
- 1981年 群馬大学教授
- 群馬大学名誉教授に就任後、2008年6月8日逝去。

## 作品
- 歌曲集「いとし子へ」（音楽之友社）
- 女声合唱組曲「純白のブラジル」第1集～第4集（音楽之友社）
- ピアノの為のノクターン（全音）
- ギターのための「エピサレイミアム」（全音）
- 歌曲集「六つの叙情歌」
- 歌曲集「愛三章」
- ピアノのための「12幻想曲集」
- CD「塚本靖彦歌曲作品集」（21曲75分）